# Wilbur Campbell
Wilbur Campbell (* 30. Juli 1926 in Chicago; † 30. Dezember 1999 ebendort) war ein US-amerikanischer Jazzmusiker (Schlagzeug), der in der Musikszene von Chicago aktiv war; von den dortigen Musikern wurde er the chief genannt; Jack DeJohnette bezeichnete ihn als seinen Mentor.

## Leben und Wirken
Campbell besuchte die DuSable High School im Chicagos South Side, Unterricht hatte er bei Walter Dyett. Er spielte Piano, Vibraphon und Schlagzeug, bevor er sich für letzteres Instrument entschied, nachdem er drei Tage lang mit Milt Jackson arbeitete. Mit 15 Jahren hatte er einen ersten professionellen Auftritt in einer Formation namens Baby Band; zwei Jahre später folgte eine erste Erwähnung im Downbeat, wo er als Young Lion bezeichnet wurde. Von 1945 bis 1947 leistete er seinen Militärdienst bei der Kriegsmarine ab. Nachdem er eine Weile in New York gelebt hatte, kehrte er in seine Heimatstadt zurück; 1948 heiratete er die Schmuckgestalterin Osceola Simmons. In den frühen Jahren seiner Musikerkarriere spielte er u. a. mit in Chicago gastierenden Jazzgrößen wie Lester Young, Charlie Parker, Dizzy Gillespie und Thelonious Monk. Im Hauptberuf arbeitete er als Suchtberater; als Musiker trat er Nachts und an den Wochenenden im Raum Chicago auf. 
Campbell spielte Mitte der 1950er im Trio und in der Combo von Andrew Hill, mit dem erste Aufnahmen für das lokale Label Ping Records entstanden. Ende der 1950er-Jahre arbeitete er mit Wilbur Ware (The Chicago Sound) und dem Ira Sullivan Quintet (u. a. mit Jodie Christian). Im folgenden Jahrzehnt war er lediglich an einer Session von John Klemmer für Cadet Records beteiligt; 1970 trat er in Chicago mit Gene Ammons und Dexter Gordon auf, mit Dexter Gordons Quartett auch in einer Fernsehshow. In den 70ern spielte er u. a. mit Muhal Richard Abrams (Things to Come from Those Now Gone), Sonny Stitt, E. Parker McDougal, Von Freeman, Art Pepper und Ira Sullivan, in den beiden folgenden Jahrzehnten auch mit Pete Candoli und Willie Pickens. Letzte Aufnahmen entstanden 1993, als er Mitglied des Jodie-Christian-Trios mit Eddie de Haas war (Blues Holiday), ferner mit Louis Smith (Silvering). Im Bereich des Jazz war er von 1956 bis 1993 an 34 Aufnahmesessions beteiligt.
Campbell war am Jazz Institute of Chicago in mehreren Funktionen aktiv, als Direktor, stellvertretender Vorsitzender und Zuständiger für die Programm-Komitees der Veranstaltungen Jazz Express und des Chicago Jazz Festival. Er starb Ende 1999 an Leberversagen. Sein Nachlass wird in der Bibliothek der University of Chicago aufbewahrt.
Jack DeJohnette lobte Campbells Spiel; es sei „gutes, solides und gefühlvolles Swingen, das gleichzeitig präzise und salopp sein konnte“ (good, solid, soulful swinging that could be precise and sloppy at the same time); der Chicagoer Bassist Larry Gray sah ihn in einer Reihe mit den führenden Schlagzeug-Innovatoren der Nachkriegsära.

## Diskographische Hinweise
- Ira Sullivan & Johnny Griffin: Blue Stroll (Delmark Records)
- Ira Sullivan: Nicky's Tune (Delmark)
- Clifford Jordan, Von Freeman, Cy Touff, Norman Simmons, Victor Sproles & Wilbur Campbell: Hyde Park After Dark (Bee Hive Records, 1983)